# PSS Sleman
Perserikatan Sepakbola Sleman, o más conocido como PSS Sleman, es un club de fútbol profesional de Indonesia con sede en Regencia de Sleman, Región Especial de Yogyakarta. El club compite en la Liga 1, la máxima categoría del fútbol indonesio, tras conseguir el ascenso de la Liga 2 en 2018. El club lleva el sobrenombre de Super Elang Jawa.

## Historia
PSS se estableció en 1976 como una asociación regional de fútbol para clubes amateurs (conocida como Perserikatan) en Sleman, la tercera de su tipo en la provincia de Yogyakarta después de PSIM Yogyakarta y Persiba Bantul. PSS necesitó 24 años para alcanzar el nivel más alto de las competiciones amateur de Perserikatan en 2000. Después de seis años en la primera división, PSS no pudo completar la temporada 2006 después de sufrir el terremoto de Yogyakarta de 2006 que mató a más de 5.000 personas y dañó miles de edificios. Sin embargo, la asociación indonesia de fútbol PSSI no descendió a los tres equipos de la provincia de Yogyakarta, incluido el PSS, aunque perdieron los partidos restantes debido al impacto del terremoto en sus instalaciones y vidas personales.
El PSS abandonó la máxima categoría del fútbol indonesio en 2008 por cuestiones administrativas. El club no pudo adaptarse rápidamente al cambio hacia el fútbol profesional con el lanzamiento de la Superliga de Indonesia (ISL) ese año. La ISL exigió a los clubes de Perserikatan que dejaran de depender del presupuesto estatal de su región. Equipos como el PSS, que seguían dependiendo del gobierno, tuvieron que competir en la segunda división, que utilizaba persistentemente el nombre de Perserikatan para su primera división (Divisi Utama). En medio de una fuerte presión de la afición, el PSS se convirtió en equipo profesional en 2012 tras la incorporación del PT Putra Sleman Sembada, empresa que ahora gestiona el club. Ese movimiento aseguró que PSS pudiera regresar a la máxima categoría si logran ascender. El PSS lo hizo tras ganar la competición de la Liga 2 de 2018.

## Palmarés
Liga nacional
- Primera División Indonesia / Liga 2
  - Ganadores: 2018
  - Subcampeón: 2000
- Primera División de Indonesia
  - Ganadores: 2013
- Campeonato de fútbol de Indonesia B
  - Subcampeón: 2016

Copa
- Copa Menpora
  - Tercer lugar: 2021